# Hiroyuki Imai
Hiroyuki Imai (japanisch 今井 博幸; * 12. März 1970 in Shinano) ist ein ehemaliger japanischer Skilangläufer.

## Werdegang
Imai startete international erstmals bei den Winter-Asienspielen 1990 in Sapporo. Dort gewann er Bronze über 15 km klassisch und Silber über 30 km Freistil. Im folgenden Jahr holte er bei der Winter-Universiade in Sapporo die Silbermedaille über 30 km Freistil und die Goldmedaille mit der Staffel. Sein Debüt im Weltcup hatte er zu Beginn der Saison 1991/92 in Silver Star, das er auf dem 70. Platz über 10 km klassisch beendete. Beim folgenden Weltcup in Thunder Bay holte er mit dem 12. Platz über 30 km Freistil seine ersten Weltcuppunkte und erreichte zum Saisonende mit dem 44. Platz im Gesamtweltcup sein bestes Gesamtergebnis. Sein bestes Resultat beim Saisonhöhepunkt, den Olympischen Winterspielen 1992 in Albertville, war der 25. Platz über 50 km Freistil. Im folgenden Jahr lief er bei den nordischen Skiweltmeisterschaften in Falun auf den 80. Platz über 10 km klassisch, auf den 59. Rang über 30 km klassisch und auf den 49. Platz über 50 km Freistil. Zudem errang er dort mit der Staffel den 11. Platz. Seine besten Ergebnisse bei den Olympischen Winterspielen 1994 in Lillehammer waren der 20. Platz über 30 km Freistil und der 14. Rang mit der Staffel. 
Im folgenden Jahr kam Imai bei den nordischen Skiweltmeisterschaften in Thunder Bay auf den 34. Platz über 10 km klassisch, auf den 25. Rang über 30 km klassisch und auf den 24. Platz in der Verfolgung. Seine besten Platzierungen bei den nordischen Skiweltmeisterschaften 1997 in Trondheim waren der 16. Platz über 50 km klassisch und der 14. Rang mit der Staffel und bei den Olympischen Winterspielen 1998 in Nagano der 19. Platz über 10 km klassisch und der siebte Rang mit der Staffel. In der Saison 1998/99 holte er bei den Winter-Asienspielen 1999 in Gangwon die Silbermedaille mit der Staffel und belegte bei den nordischen Skiweltmeisterschaften 1999 in Ramsau am Dachstein den 56. Platz über 30 km Freistil, den 50. Rang in der Verfolgung, den 37. Platz über 10 km klassisch und den 16. Rang über 50 km klassisch. Zudem errang er dort zusammen mit Katsuhito Ebisawa, Mitsuo Horigome und Hirofumi Watanabe den 14. Platz in der Staffel. Zwei Jahre später erreichte er in Ramsau am Dachstein mit dem neunten Platz im 30-km-Massenstartrennen seine beste Einzelplatzierung im Weltcup und bei den nordischen Skiweltmeisterschaften 2001 in Lahti den 44. Platz über 15 km klassisch, den 30. Rang im Skiathlon, den 21. Platz über 30 km klassisch und jeweils den 12. Rang über 50 km Freistil und der Staffel. Seine besten Resultate bei den Olympischen Winterspielen 2002 in Salt Lake City waren der 12. Platz mit der Staffel und der sechste Rang über 50 km klassisch. Im folgenden Jahr gewann er bei den Winter-Asienspielen Gold mit der Staffel und lief bei den nordischen Skiweltmeisterschaften im Val di Fiemme auf den 25. Platz im 30-km-Massenstartrennen und jeweils auf den neunten Rang mit der Staffel und über 50 km Freistil. Sein letztes Weltcuprennen absolvierte er im Dezember 2005 in Canmore, das er auf dem 45. Platz im 30-km-Massenstartrennen beendete.
Imai wurde siebenmal japanischer Meister über 50 km (1991, 1997–2001, 2004), sechsmal über 30 km (1991, 1993, 1996–1999), dreimal über 15 km klassisch (1997–1999), jeweils zweimal über 15 km Freistil (1998, 1999) und in der Verfolgung (2000, 2004) und jeweils einmal über 15 km (1991), über 10 km klassisch (2000). Zudem holte er fünf Siege im Continental-Cup.

## Teilnahmen an Weltmeisterschaften und Olympischen Winterspielen

### Olympische Winterspiele
- 1992 Albertville: 25. Platz 50 km Freistil, 27. Platz 10 km klassisch, 29. Platz 15 km Verfolgung, 32. Platz 30 km klassisch
- 1994 Lillehammer: 14. Platz Staffel, 20. Platz 30 km Freistil, 28. Platz 50 km klassisch, 40. Platz 10 km klassisch, 42. Platz 15 km Verfolgung
- 1998 Nagano: 7. Platz Staffel, 19. Platz 10 km klassisch, 24. Platz 30 km klassisch, 28. Platz 15 km Verfolgung, 30. Platz 50 km Freistil
- 2002 Salt Lake City: 6. Platz 50 km klassisch, 12. Platz Staffel, 27. Platz 30 km klassisch Massenstart, 34. Platz 20 km Skiathlon, 36. Platz 15 km klassisch

### Nordische Skiweltmeisterschaften
- 1993 Falun: 11. Platz Staffel, 49. Platz 50 km Freistil, 59. Platz 30 km klassisch, 80. Platz 10 km klassisch
- 1995 Thunder Bay: 11. Platz Staffel, 24. Platz 15 km Verfolgung, 25. Platz 30 km klassisch, 34. Platz 10 km klassisch
- 1997 Trondheim: 14. Platz Staffel, 16. Platz 50 km klassisch, 51. Platz 10 km klassisch, 55. Platz 30 km Freistil, 59. Platz 15 km Verfolgung
- 1999 Ramsau am Dachstein: 14. Platz Staffel, 16. Platz 50 km klassisch, 37. Platz 10 km klassisch, 50. Platz 15 km Verfolgung, 56. Platz 30 km Freistil
- 2001 Lahti: 12. Platz Staffel, 12. Platz 50 km Freistil, 21. Platz 30 km klassisch, 30. Platz 20 km Skiathlon, 44. Platz 15 km klassisch
- 2003 Val di Fiemme: 9. Platz Staffel, 9. Platz 50 km Freistil, 25. Platz 30 km klassisch Massenstart

## Siege bei Continental-Cup-Rennen
| Nr. | Datum            | Ort     | Disziplin       | Serie           |
| --- | ---------------- | ------- | --------------- | --------------- |
| 1.  | 8. Januar 2000   | Sapporo | 10 km klassisch | Continental-Cup |
| 2.  | 12. Februar 2001 | Hakuba  | 10 km klassisch | Continental-Cup |
| 3.  | 13. Februar 2001 | Hakuba  | 15 km Freistil  | Continental-Cup |
| 4.  | 3. Februar 2005  | Kangwon | 10 km klassisch | Far East Cup    |
| 5.  | 4. Februar 2005  | Kangwon | 15 km Freistil  | Far East Cup    |

## Platzierungen im Weltcup

### Weltcup-Statistik
Die Tabelle zeigt die erreichten Platzierungen im Einzelnen.
- 1.–3. Platz: Anzahl der Podiumsplatzierungen
- Top 10: Anzahl der Platzierungen unter den ersten zehn
- Punkteränge: Anzahl der Platzierungen innerhalb der Punkteränge
- Starts: Anzahl gelaufener Rennen in der jeweiligen Disziplin
- Hinweis: Bei den Distanzrennen erfolgt die Einordnung gemäß FIS.

| Platzierung         | Distanzrennen a | Distanzrennen a | Distanzrennen a | Distanzrennen a | Distanzrennen a | Skiathlon Verfolgung | Sprint | Etappen- rennen b | Gesamt | Team c | Team c  |
| Platzierung         | ≤ 5 km          | ≤ 10 km         | ≤ 15 km         | ≤ 30 km         | > 30 km         | Skiathlon Verfolgung | Sprint | Etappen- rennen b | Gesamt | Sprint | Staffel |
| ------------------- | --------------- | --------------- | --------------- | --------------- | --------------- | -------------------- | ------ | ----------------- | ------ | ------ | ------- |
| 1. Platz            |                 |                 |                 |                 |                 |                      |        |                   |        |        |         |
| 2. Platz            |                 |                 |                 |                 |                 |                      |        |                   |        |        |         |
| 3. Platz            |                 |                 |                 |                 |                 |                      |        |                   |        |        |         |
| Top 10              |                 |                 |                 | 1               |                 |                      |        |                   | 1      |        | 8       |
| Punkteränge         |                 | 1               | 5               | 8               | 9               | 3                    |        |                   | 26     | 1      | 20      |
| Starts              |                 | 25              | 35              | 33              | 18              | 22                   | 4      |                   | 137    | 1      | 20      |
| Stand: Karriereende |                 |                 |                 |                 |                 |                      |        |                   |        |        |         |

### Weltcup-Gesamtplatzierungen
| Saison    | Punkte | Platz |
| --------- | ------ | ----- |
| 1991/92   | 8      | 44.   |
| 1992/93   | -      | -     |
| 1993/94   | 16     | 63.   |
| 1994/95   | 27     | 53.   |
| 1995/96   | -      | -     |
| 1996/97   | 33     | 51.   |
| 1997/98   | 22     | 55.   |
| 1998/99   | 15     | 73.   |
| 1999/2000 | -      | -     |
| 2000/01   | 48     | 64.   |
| 2001/02   | 45     | 71.   |
| 2002/03   | 26     | 83.   |
| 2003/04   | 2      | 147.  |